# Wittfeld (wagon akumulatorowy)
Wagony akumulatorowe systemu Wittfelda – określenie wagonów akumulatorowych skonstruowanych we wrocławskich zakładach Breslauer Aktiengesellschaft für Eisenbahn – Waggenbau und Maschinenbau – Anstalt w 1907 roku pod kierunkiem pruskiego inżyniera Gustava Wittfelda.
W latach 1908–1914 różne fabryki wyprodukowały na zlecenie pruskich kolei państwowych („KPEV”) łącznie 171 zespołów trakcyjnych złożonych z dwóch bądź trzech wagonów, przeznaczonych pierwotnie do obsługi drugorzędnych linii kolejowych.
Po I wojnie światowej w ramach reparacji wojennych 20 zespołów systemu Wittfelda trafiło do Polskich Kolei Państwowych. Na polskich kolejach zostały skreślone z inwentarza na początku lat 50. XX wieku. Pozostałe zespoły wagonów akumulatorowych były eksploatowane w Niemczech Zachodnich do 1964 roku. Niektóre wagony zostały przeznaczone na tabor gospodarczy. Ostatni zachowany na świecie pojazd tego typu został odbudowany staraniem Polskiego Stowarzyszenia Miłośników Kolei przez ZNTK w Łapach i od 1995 roku jest eksponowany w skansenie kolejnictwa Parowozownia Skierniewice.

## Historia

### Geneza
Od początku XX wieku pruskie koleje państwowe poszukiwały rozwiązania problemu racjonalnej obsługi linii bocznych, o ruchu pasażerskim zbyt małym dla eksploatacji składów złożonych z parowozu i tradycyjnych wagonów. Eksperymentowano wówczas z wyborem odpowiedniego napędu dla powstających wagonów silnikowych. W latach 1906–1907 przeprowadzono próby porównawcze prototypów: dwóch wagonów parowych, jednego wagonu benzolowo-elektrycznego i sześciu wagonów akumulatorowych. Spośród testowanych pojazdów pięć stanowiły przebudowane wagony osobowe „boczniaki”.
Wagony akumulatorowe sprawdziły się w testach najlepiej, choć wykazywały istotne wady: dużą masę (ograniczało to potencjalny zasięg między ładowaniem ogniw) oraz wydzielanie się trujących oparów kwasu siarkowego z baterii umieszczonych pod siedzeniami. Skłoniło to pruskie koleje do zlecenia opracowania nowej konstrukcji.
Pod kierunkiem inżyniera Gustava Wittfelda, piastującego stanowisko tajnego radcy w Ministerstwie Robót Publicznych, wrocławska firma Breslauer Aktiengesellschaft für Eisenbahn – Waggenbau und Maschinenbau – Anstalt przygotowała nową konstrukcję dwuczłonowych zespołów trakcyjnych. W celu wyeliminowania głównych wad, zastosowano w nich unikalne rozwiązanie umiejscowienia akumulatorów w skrzyniach poza przestrzenią pasażerską, nadające wagonom charakterystyczny wygląd, co jednocześnie pozwoliło na łatwy dostęp dla ich obsługi. Dla zmniejszenia masy własnej pojazdów zastosowano pojedyncze zestawy kołowe zamiast cięższych wózków, co wymusiło konstrukcję członową.

### Produkcja
Seryjną produkcję zespołów rozdzielono między kilka krajowych fabryk. Pierwsze 57 zespołów pruskie koleje zamówiły w roku 1908 w trzech fabrykach: wrocławskich zakładach, które opracowały projekt, Van der Zypen & Charlier GmbH w Kolonii (Deutz) i Waggonfabrik Gebrüder Gastell GmbH w Moguncji (Mombach). Część mechaniczna składała się z dwóch członów dwuosiowych i wykonana była według jednolitego projektu, natomiast cześć elektryczną dostarczały dla nich firmy AEG, Siemens-Schuckertwerke i Felten & Guilleaume z zastosowaniem własnych rozwiązań. Wagony te dostarczono w latach 1908–1909. Oznaczone były jako typ (niem. Gattung) AT 3/07.
Kolejną serię 114 zespołów według zmodyfikowanego projektu, w tym 106 dwuwagonowych i 8 trzywagonowych zrealizowano w latach 1910–1914. Człony zespołów tej serii były trzyosiowe, a do grona producentów dołączył WUMAG w Görlitz i BEW z Berlina jako wykonawca części elektrycznej. Należały one do typów kolejno: AT 3/09 (od  numeru AT 355), 3/11 (od AT 421) i 3/12 (od AT 491). Jeden doświadczalny zestaw (AT 233 + AT 234) z 1911 roku zaliczono do typu AT 4.
Dalszą produkcję zespołów systemu Wittfelda przerwała I wojna światowa.

## Konstrukcja
Zespoły trakcyjne powstały w kilkunastu wersjach, różniących się szczegółami w zależności od producenta i roku budowy. Podstawowe cechy były jednakowe dla wszystkich wyprodukowanych pojazdów.

### Nadwozie

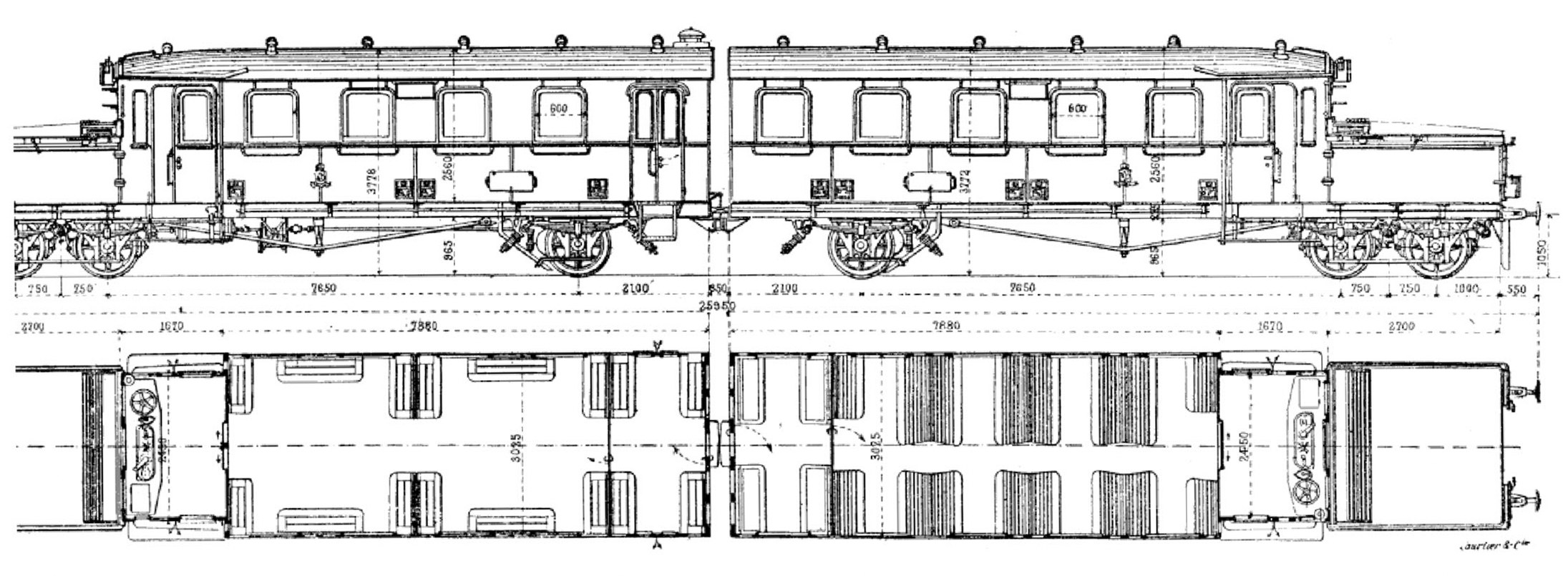
Rysunek

Pudło wagonów miało drewniany szkielet. Sztywność pudła zwiększono stosując stalowe zastrzały i blachy kątowe w ścianach. W połowie długości przedziału pasażerskiego zastosowano wzmocnienie: poprzeczną ramę z kątowników z dekoracyjnym ściągiem pod sufitem i zastrzałami pod siedzeniami.
Zastosowano jednowarstwowy, drewniany dach i podłogę. Dach i ściany pokryto od zewnątrz blachą. Okna i drzwi miały konstrukcję ujednoliconą z pruskimi, znormalizowanymi wagonami przechodnimi. Tylko w przedziale bagażowym zastosowano drzwi dwuskrzydłowe. W pojazdach zbudowanych po 1910 roku poszerzono drzwi wejściowe, dodając drugie wąskie skrzydło, otrzymując w ten sposób niesymetryczne dwuskrzydłowe drzwi.
Akumulatory zasilające pojazd umieszczono w zewnętrznych skrzyniach na końcach pojazdu, oddzielonych szczelnie od wnętrza. Przedział akumulatorów miał długość 2700 mm. Dostęp do nich był możliwy od góry; górna osłona była przesuwna na rolkach.

### Podwozie
Ostoja każdego z członów została wykonana ze znormalizowanych profili stalowych (ceowników i teowników). W konstrukcji ostoi zastosowano belkę grzbietową i ukośnice, a także poprzecznice i zastrzały z blachami węzłowymi jako elementy wzmacniające. Poprzecznice obniżono względem górnej płaszczyzny ostojnic dla umożliwienia poprowadzenia pod podłogą okablowania. Pod ostoją zabudowano nitowane widły maźnicze z zastrzałami.
Wagony pierwszych 57 zespołów zostały zbudowane jako dwuosiowe, z osią toczną pod skrzynią akumulatorów i osią silnikową blisko połączenia obu członów. Pierwotnie zastosowano szprychowe zestawy kołowe o średnicy 1000 mm. Chcąc zapewnić równomierny nacisk na osie, pierwszy toczny zestaw kołowy wysunięto maksymalnie w stronę czołownicy. Eksploatacja ujawniła jednak zbyt duże obciążenie pierwszej osi, dlatego w zespołach produkowanych od 1910 roku zastosowano pod skrzyniami akumulatorów dwa niezależnie prowadzone zestawy kołowe. Wszystkie osie zestawów były swobodne (przesuwne), co pozwoliło na uzyskanie spokojnego biegu i dobrego wpisywania się w łuki mimo nietypowego rozstawu kół (1500 mm + 7650 mm). Po 1910 przebudowano do takiego układu osi wszystkie jednostki. Seryjnie stosowano łożyska ślizgowe, ale w niektórych wagonach eksperymentalnie zastosowano łożyska toczne. Pojazdy zostały usprężynowane jednostopniowo resorami piórowymi. Zestawy silnikowe produkowane od 1910 roku otrzymały drugi stopień usprężynowania – śrubowe sprężyny na wieszakach resorowych. Zestawy trzyczłonowe były odmiennie skonstruowane: oba wagony z akumulatorami miały trzy osie toczne, a człon środkowy miał dwie osie napędowe.
Na jednym końcu każdego z członów zastosowano typowe zderzaki trzonowe. Na drugim końcu instalowano centralny krótkosprzęg z dwoma bocznymi nastawiaczami powrotnymi, służący do połączenia wagonów w zespół. Zastosowano nienawskrośne urządzenie cięgłowe ze sprzęgiem śrubowym, gdyż pierwotnie nie przewidywano włączania zespołów w skład pociągu ani stosowania większej liczby wagonów doczepnych.

### Wnętrze i przestrzeń pasażerska
Przestrzeń pasażerską każdego z wagonów zespołu przedzielono dwiema ścianami działowymi na trzy przedziały:
- przedsionek ze stanowiskiem maszynisty,
- duży przedział trzeciej lub czwartej klasy,
- mały przedział trzeciej (lub drugiej) klasy albo przedział bagażowy z odchylanymi siedzeniami czwartej klasy[8].

Pomiędzy przedziałem pasażerskim a kabiną maszynisty, jednocześnie będącą przedsionkiem drzwiowym, zastosowano jedno- lub dwuczęściowe drzwi przesuwane. Między przedziałami zastosowano jednopłatowe skrzydło drzwiowe. Długość dużego przedziału wynosiła 6195 mm, a małego 1530 mm, szerokość wnętrza wynosiła 2905 mm. Między półwagonami był mostek przejściowy dla obsługi, później osłonięty brezentową harmonijką.
Zespoły były zestawiane fabrycznie w taki sposób, że w jednym wagonie znajdowały się siedzenia klasy 3., natomiast w drugim – siedzenia i przedział bagażowy klasy 4. W części wagonów zamiast małego przedziału trzeciej klasy zabudowywano przedział klasy 2. Dwuczłonowy zespół miał 46 miejsc siedzących III klasy (albo 38 miejsc III klasy i osiem II klasy), 36 miejsc siedzących IV klasy, 18 miejsc stojących IV klasy i osiem stojących w przedsionkach, ogółem 108 miejsc, w tym 82 siedzące.
Wagony z pierwszej serii otrzymały eleganckie wykończenie klasy trzeciej: siedzenia były wyłożone mahoniowym fornirem w dębowych ramkach, a w zagłówki wmontowano siatki z aluminium. Zabudowano ozdobny ściąg podsufitowy, dekorowany w stylu secesyjnym, oraz dwa rzędy lamp oświetleniowych. W drugiej serii w klasie trzeciej zamontowano ławki z drewnianych desek bukowych lub dębowych. Wygląd przedziału klasy czwartej nie odbiegał od standardu innych wagonów tej klasy w pruskich kolejach państwowych: stosowano ławki z drewna sosnowego, bez półek bagażowych.
Ściany wewnątrz pojazdu pokryto deskowaniem. Drewniana podłoga była wykładana linoleum. Wagony były przeznaczone dla niepalących. Ściany w trzeciej klasie malowano początkowo olejno w kolorze żółtobrązowym, a w klasie czwartej – szarozielonym. Ze względu na przeznaczenie zespołów na krótkie trasy lokalne, nie zostały one pierwotnie wyposażone w ubikacje.
Dla oszczędności akumulatorów, zespoły typu Wittfelda miały archaiczny system ogrzewania: piecyki na brykiet z węgla drzewnego, wsuwane od zewnątrz pod siedzenia. Oświetlenie było elektryczne.

### Napęd i zasilanie
W większości zespołów systemu Wittfelda zainstalowano po dwa szeregowe silniki trakcyjne o mocy od 59 do 66 kW, w zależności od producenta. Silniki zawieszono na osiach jak w tramwajach – w sposób na wpół odsprężynowany „za nos”, z jednej strony osadzając każdy silnik na osi zestawu kołowego za pomocą dwóch łożysk ślizgowych, a z drugiej strony opierając wspornik silnika trakcyjnego na wsporniku zestawu kołowego. Czołowa, jednostopniowa przekładnia zębata miała przełożenie od 3,38:1 do 4,316:1.
Sterowanie zespołem odbywało się nastawnikiem typu tramwajowego – w wagonach z wyposażeniem elektrycznym AEG i BEW odbywało się bezpośrednio, a w wagonach z elektryką Siemens-Schuckert Werke poprzez styczniki. Oporniki rozruchowe, a w przypadku wagonów współtworzonych przez SSW również styczniki, umieszczono pod podłogą. W niektórych zespołach zastosowano eksperymentalnie silniki bocznikowe.
Energię elektryczną do układu napędowego dostarczały dwie baterie akumulatorów kwasowych, połączone szeregowo. 84 ogniwa galwaniczne były rozłożone w sześciu drewnianych skrzyniach. Łączne napięcie układu wynosiło 310 V. Pojemność baterii wynosiła początkowo 368 Ah przy dwugodzinnym prądzie rozładowania, co pozwalało na zasięg 100 km. Ładowanie trwało około 3 godzin. Akumulatory produkowała firma Akkumulatoren – Fabrik AG (AFA) z Berlina. W Polsce w okresie międzywojennym dostarczała je fabryka Tudor z Piastowa.
Przy budowie instalacji elektrycznej zespołów zastosowano kable z izolacją azbestową, które poprowadzono pod podłogą i zamocowano do niej mostkami i klamrami. Tworzące zespół wagony były połączone dwiema wiązkami kabli ukrytymi w hermetycznym płaszczu. Każda z wiązek została zakończona wtykami i gniazdami.
Główny obwód elektryczny został zabezpieczony bezpiecznikiem topikowym oraz wyłącznikiem nadmiarowym. Stycznik liniowy rozłączał zasilanie w przypadku obniżenia ciśnienia w przewodzie hamulcowym, przerwy w nacisku na czuwak pasywny lub przy otwarciu pokrywy gniazda do ładowania akumulatorów.
Pomocnicze obwody elektryczne służyły zasilaniu oświetlenia wnętrza, reflektorów oraz sygnałów końca pociągu}. Obowiązkowy w świetle pruskich przepisów kolejowych dzwon sygnalizacyjny miał w zespołach Wittfelda napęd silnikowy z przekładnią cykloidalną. Zamiast tradycyjnej gwizdawki pneumatycznej, w zespołach montowano syrenę motorową. Każdy wagon posiadał wewnętrzny dzwonek elektryczny służący do wezwania w razie potrzeby konduktora.
Zestawy napędowe zostały wyposażone w piasecznice. Początkowo urządzenia te były uruchamiane mechanicznie, w nowszych zestawach zastosowano piasecznice sterowane elektrycznie.

### Układ hamulcowy
Zespoły trakcyjne systemu Wittfelda wyposażono w śrubowy hamulec ręczny oraz samoczynny hamulec pneumatyczny systemu Knorra z cylindrem działającym odwrotnie niż w typowym rozwiązaniu. Wagony były wyposażone w sprężarki z wyłącznikiem ciśnieniowym. Hamowanie elektryczne nastawnikiem było traktowane wyłącznie jako pomocnicze (awaryjne).
Zestawy silnikowe nie były hamowane. Początkowo nie przewidywano kursowania zespołów w składach pociągów, dlatego początkowo nie instalowano sprzęgów hamulcowych dla wagonów doczepnych. Przekładnia hamulcowa obejmowała początkowo oba wagony każdego dwuczłonowego zespołu, lecz dla uproszczenia w wagonach budowanych po roku 1910 rozdzielono mechanicznie układy hamulcowe.

## Modernizacje

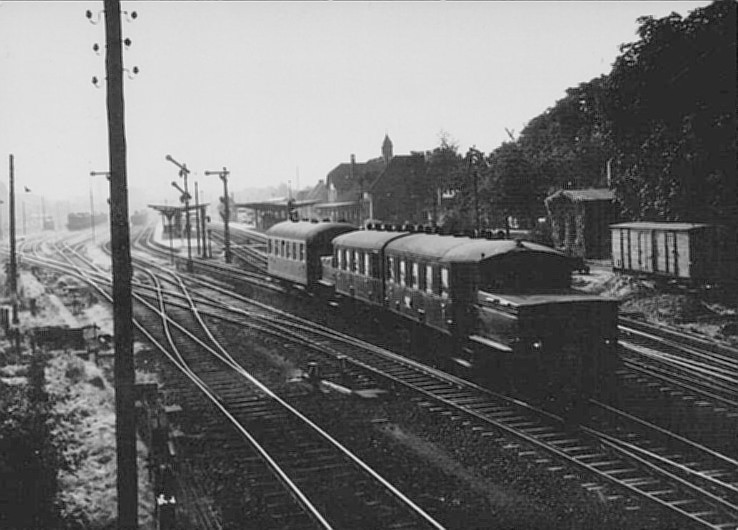
Wagon akumulatorowy ETA 177 z wagonem doczepnym w 1954 roku

Zasadniczą modyfikacją wprowadzaną z biegiem lat w zespołach trakcyjnych systemu Wittfelda była wymiana akumulatorów na wydajniejsze, dzięki czemu zwiększał się zasięg pojazdów. Montowano kolejno ogniwa galwaniczne o pojemności: 443 Ah, 562 Ah i 921/1088 Ah, które pozwalały na zasięg (odpowiednio): 130 km, 180 km i 300 km pomiędzy  ładowaniami. Zastosowanie największych ogniw wymagało podwyższenia skrzyń.
Wraz ze zwiększeniem zasięgu, przystosowano pojazdy do obsługi pociągów na dalsze odległości. Po roku 1920 przystosowano zespoły do prowadzenia wagonów doczepnych poprzez dodanie sprzęgów powietrznych. W zespołach zabudowano również nieobecne wcześniej toalety (w jednym półwagonie na zespół).

## Eksploatacja

### Pruskie koleje państwowe
W latach 1908–1914 różne fabryki wyprodukowały na zlecenie pruskich kolei państwowych (KPEV) łącznie 171 zespołów trakcyjnych złożonych z dwóch wagonów (w 8 zespołach – z trzech), przeznaczonych pierwotnie do obsługi drugorzędnych linii kolejowych. Oznaczane były skrótem AT (Akkumulator-Triebwagen) i numerami, przy czym poszczególne wagony były numerowane od 223 do 580. Wagony z przedziałem bagażowym nosiły parzyste numery. Przeznaczone były do obsługi linii o profilu równinnym lub podgórskim o nachyleniu do 17‰.
Duża niezawodność, spokojny bieg, brak spalin i hałasu sprawiły, że pojazdy były cenione przez kolejarzy i podróżnych. Nie wymagały wysokich kwalifikacji do ich prowadzenia.

### Polskie Koleje Państwowe
Po I wojnie światowej na terenie Polski znalazło się 11 dwuwagonowych zespołów, przejętych przez Polskie Koleje Państwowe. W ramach repartycji na mocy traktatu wersalskiego Niemcy przekazały w 1922 roku Polsce dalsze 9 zespołów, do łącznej liczby  20. W latach 1923–24 otrzymały one nowe oznaczenia serii: EBCy, ECy, ECDy, EDy, gdzie E oznaczało: elektryczny, B, C, D: odpowiednio II, III i IV klasy i y: trzyosiowy. Otrzymały zarazem numery inwentarzowe od 90 012 do 025 i od 90 031 do 056 (każdy człon osobno). Podczas napraw likwidowano klasę IV, a w dwóch zespołach urządzono 16 miejsc I klasy, nadając im serię EABy. Początkowo 18 miało zasięg 130 km a dwa zasięg 180 km, później ich akumulatory były wymieniane na pojemniejsze 921 Ah, i do 1936 roku 14 miało zasięg 300 km. Eksploatowano je w dyrekcjach kolei w Poznaniu i Toruniu.
Podczas II wojny światowej jeden zespół został zniszczony, osiem wywieziono do Niemiec, a losy kilku są nieznane. Po wojnie na PKP pozostała nieznana liczba zespołów akumulatorowych, prawdopodobnie 11. Eksploatowano je od 1946 roku w dyrekcjach kolei w Gdańsku i Olsztynie. Nadano im serię Ma i numery od 90 801, a eksploatowane były regularnie do przełomu lat 1955/56. Po tej dacie część jeszcze zaadaptowano jako wagony techniczne lub gospodarcze.

### Koleje niemieckie
Pozostałe zespoły trakcyjne w Niemczech trafiły do Deutsche Reichsbahn. Po drugiej wojnie światowej zespoły akumulatorowe pochodzenia pruskiego były eksploatowane przez Deutsche Bundesbahn do 1964 roku. Używane też były na kolejach Deutsche Reichsbahn w NRD.

## Egzemplarz muzealny Ma 090802
Ostatni na świecie, zachowany dzięki przeznaczeniu na wagon gospodarczy, dwuczłonowy egzemplarz został odrestaurowany i uruchomiony przez Polskie Stowarzyszenie Miłośników Kolei i ZNTK w Łapach w 1995 roku i jest przechowywany w skansenie kolejnictwa Parowozownia Skierniewice.